# Meropis

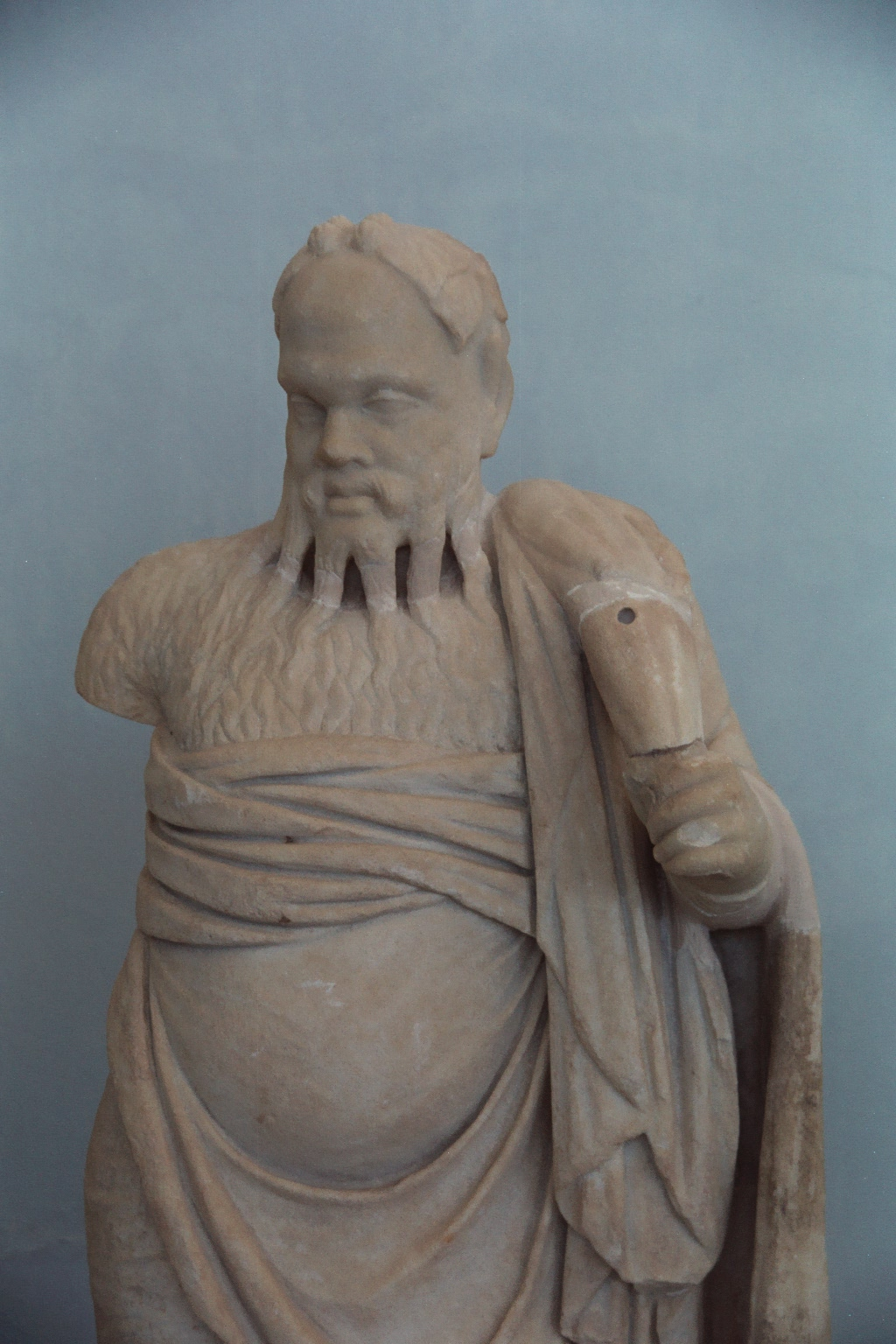
De halfgod of daimon Silenus treedt in het verhaal over Meropis als verteller op.

Meropis is een fictief of mythisch land, waarover in de Oudheid werd geschreven.
In Filippika van Theopompus' (4e eeuw v. Chr.) – overgeleverd via Aelianus – komt een verhaal over een groot en mysterieus eiland voor, Meropis.
Dit verhaal werd verteld door Silenus aan koning Midas de Frygiër.
Het wordt wel gezien als parodie op Plato's Atlantis. Meropis zou een continent zijn met twee landen, bewoond door twee rassen, een strijdbaar, oorlogszuchtig ras en een vroom, meditatief ingesteld ras, gesymboliseerd door twee steden. Het continent was 'oneindig' groot en lag voorbij de 'eilanden' Europa, Azië en Afrika. Naast 'grote wezens' leefden er mensen die tweemaal zo groot werden als hier en tweemaal zo oud. De vrome stad Eusebes werd door goden bezocht, de oorlogszuchtige stad Machinus door wezens, die alleen door steen of hout konden worden verwond. De bewoners van de oorlogszuchtige stad kwamen ooit naar 'onze eilanden' tot het land van de Hyperboreeërs, maar minachtten onze levensstijl. Er woonden onder hen Meropes in grote steden. 
Merope was één van de Pleiaden, de zeven dochters van Atlas. Atlas en zijn negen broers waren, volgens Plato, de eerste koningen van Atlantis.
In de verste uithoek van het continent Meropis zou een plaats Anestus zijn, met rivieren en fruitbomen van verdriet en plezier. Het fruit van de laatste boom zou zorgen doen vergeten en diegene die er van eet jonger maken.